# Ławta
Ławta, Mędrzycka Struga (ros. Лавя, Ławia; dawn. niem. Lauter) – transgraniczna struga w obrębie Wzniesień Górowskich w pobliżu Zalewu Wiślanego, w zależności od ujęcia uznawana albo za źródłowy odcinek Wituszki (Jarft lub Jorft) albo za jej dopływ. W pierwszym przypadku jest więc uznawana za dopływ Banówki. W obu ujęciach jej ujście znajduje się w obwodzie królewieckim. Rzadziej reprezentowane jest ujęcie, według którego to Banówka jest dopływem Ławty.
Kilka jej odcinków źródłowych wypływa w pobliżu wsi Grabowiec na wysokości ok. 120–125 m n.p.m. Ma mały spadek. W przekroju granicznym przepływ rzeki wynosi średnio 0,24 m³/s. Podawane są również następujące przepływy charakterystyczne: SWQ=2,900, SSQ=0,299 i SNQ=0,074. W okolicach granicy państwa szerokość koryta wynosi 3 m, a średnia głębokość – 0,5 m.

## Nazwa i pozycja w systemie administracji
Według państwowego rejestru nazw geograficznych struga w granicach Polski nosi nazwę Ławta i ma identyfikator 71573. PRNG podaje również nazwę oboczną: Mędrzycka Struga. Strugę Ławta opisaną jako dopływ Banówki podaje również wykaz hydronimów Polski Komisji Nazw Miejscowości i Obiektów Fizjograficznych. „Atlas podziału hydrograficznego Polski” (2005) odcinek płynący w Polsce nazywa Mędrzycką Strugą, a Ławtą odcinek płynący w Rosji. Z kolei Mapa Podziału Hydrograficznego Polski nie określa tego cieku nazwą Ławta, a Wituszka, przy czym odcinek do ujścia Owsianki (leżącego na terenie Rosji) nosi też nazwę Mędrzycka Struga. Identyfikator MPHP całej tej rzeki, a więc do ujścia do Banówki, to 5726, a dodatkowy identyfikator cieku obowiązujący w granicach Polski to 71573. Ma ona długość ok. 43 km, podczas gdy polski odcinek ok. 11 km. W systemie gospodarki wodnej polski odcinek stanowi jednolitą część wód powierzchniowych „Wituszka (Mędrzycka Struga) w granicach państwa” o kodzie PLRW40001757261. Jej typ to potok nizinny piaszczysty (typ 17). Początkowo ta jednolita część wód leżała na obszarze regionu wodnego Jarft i obszaru dorzecza Jarft, podlegając regionalnemu zarządowi gospodarki wodnej w Warszawie, następnie zaś regionu wodnego i obszaru dorzecza Banówki, podlegając RZGW w Gdańsku. Według obowiązującego na początku XXI w. wykazu śródlądowych wód powierzchniowych lub ich części stanowiących własność publiczną Ławta nie tylko jest tożsama rzeką płynącą poniżej połączenia odcinków płynących z Rosji i Polski, ale to Banówka jest jej dopływem, czyli Ławta jest bezpośrednim dopływem Zalewu Wiślanego. W tym wykazie Ławta jest nazwą alternatywną wobec podstawowej nazwy Jarft. To podejście uzasadniało wyróżnianie transgranicznego obszaru dorzecza Jarft zastąpionego w 2018 przez obszar dorzecza Banówki.
Polski odcinek Ławty należy do obwodu rybackiego rzeki Banówka.
W okresie, kiedy tereny wzdłuż rzeki należały do Prus Wschodnich, jej górny odcinek (odpowiadający Mędrzyckiej Strudze) nazywał się Lauter Bach, natomiast dolny – Jarft Fluss. Urzędową zmianę nazwy „Lauter” na „Ławta” usankcjonowano w 1958, określając ciek jako „rzeczkę, dopływ strumienia Jawty”. W rosyjskim państwowym rejestrze wodnym uznaje się, że Wituszka (Jorft) ma źródła w obwodzie królewieckim, a Ławia, czyli dawny Lauter, jest jej dopływem.

## Jakość wód
W górnym biegu, przepływając częściowo przez torfowiska, wody Ławty przybierają okresowo barwę brunatną. Struga jest odbiornikiem oczyszczalni ścieków komunalnych w Zagajach, a jej zlewnia zbiera wody z rolniczo wykorzystywanych ziem gminy Lelkowo w powiecie braniewskim.
W 2003 według ówczesnych kryteriów wody Ławty nie spełniały norm żadnej klasy czystości, ze względu na przekroczenie norm sanitarnych i zawartości fosforu w odcinku górnym i tlenu w odcinku dolnym. W 2006 r. stan ekologiczny wód strugi klasyfikowano jako słaby. Zadecydowały o tym wskaźniki dotyczących zawartości węgla organicznego i utlenialności, jak również przekroczenie norm dla niektórych form azotu, a w górnym odcinku także fosforu. Jakość wód na odcinku bezpośrednio poniżej oczyszczalni w Zagajach dyskwalifikowała strugę także ze względu na stan sanitarny. Według badań monitoringowych z roku 2018 stan ekologiczny w okolicach Mędrzyk był umiarkowany, o czym zadecydował umiarkowany stan makrozoobentosu i przekroczenie norm dla niektórych wskaźników dotyczących zawartości węgla organicznego i utlenialności. Pozostałe wskaźniki fizykochemiczne i biologiczne osiągały stan dobry lub bardzo dobry. Spośród badanych substancji priorytetowych normy dobrego stanu chemicznego przekroczyło stężenie benzo(a)pirenu.
W okolicach Mędrzyk w ichtiofaunie dominuje cierniczek północny. Licznie występują też śliz i słonecznica. Rzadsza jest płoć, a jeszcze rzadsze strzebla potokowa, okoń i piskorz. Roślinność w tym miejscu pokrywa ponad połowę powierzchni koryta.